# Aspidoras fuscoguttatus
Aspidoras fuscoguttatus là một loài cá nước ngọt nhiệt đới thuộc chi Aspidoras trong họ Callichthyidae. Loài này bắt nguồn từ những vùng biển nội địa ở Nam Mỹ, và được tìm thấy nhiều ở lưu vực thượng nguồn sông Paraná thuộc hai quốc gia Brazil và Peru.
Tên của loài cá này ám chỉ đến màu da sậm và lốm đốm của nó (trong tiếng Hy Lạp, fusco nghĩa là "màu tối" và guttatus nghĩa là "lốm đốm"). A. fuscoguttatus được mô tả lần đầu tiên vào năm 1976.

## Mô tả
A. fuscoguttatus ưa sống trong môi trường nước của vùng khí hậu nhiệt đới có độ pH trong khoảng 5,5 – 6,8, độ cứng của nước là 12 dGH và nhiệt độ dao động trong khoảng từ 22 đến 25 °C. Thức ăn chủ yếu của A. fuscoguttatus là giun, côn trùng, những loài giáp xác tầng đáy và rong rêu. Chúng đẻ trứng trong những thảm thực vật dày đặc nhưng lại không bảo vệ trứng. Cá trưởng thành dài đến 4 cm (1,6 inch).
Phần thân của A. fuscoguttatus có những đốm màu đen sậm; phần vây đuôi có những hàng chấm đen xếp thành hình vòng cung.
A. fuscoguttatus có thể thích nghi trong môi trường nhỏ (microhabitat), kể cả trong điều kiện thiếu oxy. A. fuscoguttatus không thực sự phổ biến trong thương mại cá cảnh, có lẽ bởi vì rất khó để phân biệt chúng với những loài cá họ hàng của nó.